# Milano-Modena 1928
La Milano-Modena 1928, diciannovesima edizione della corsa, si svolse il 29 giugno 1928 su un percorso di 186 km disputati come cronometro individuale (quest'edizione, insieme a quella del 1931, fu una delle due a svolgersi come prova contro il tempo). La vittoria fu appannaggio dell'italiano Costante Girardengo, che completò il percorso in 5h17'11", alla media di 35,185 km/h, precedendo i connazionali Alfredo Binda e Pietro Fossati.
Sul traguardo di Modena 18 ciclisti, su 22 partiti da Rogoredo/Milano, portarono a termine la competizione.

## Ordine d'arrivo (Top 10)
| Pos. | Corridore           | Squadra        | Tempo    |
| ---- | ------------------- | -------------- | -------- |
| 1    | Costante Girardengo | Maino          | 5h17'11" |
| 2    | Alfredo Binda       | Legnano        | a 3'16"  |
| 3    | Pietro Fossati      | Maino          | a 10'57" |
| 4    | Antonio Negrini     | Maino          | a 12'00" |
| 5    | Arturo Bresciani    | Bianchi        | a 14'29" |
| 6    | Gaetano Belloni     | Wolsit-Pirelli | a 19'03" |
| 7    | Anselmo Del Mastro  | -              | a 31'34" |
| 8    | Fortunato Manicardi | -              | a 33'14" |
| 9    | Giovanni Pizzarelli | Bianchi        | a 41'06" |
| 10   | Alessandro Catalani | Wolsit-Pirelli | a 46'33" |